# Cavallo vapore
Il cavallo vapore  [CV] è una unità di misura della potenza non conforme al SI. Benché nelle pubblicazioni scientifiche e nelle specifiche tecniche ufficiali si usi il kilowatt (kW), multiplo dell'unità del Sistema Internazionale, il watt (W), nelle pubblicazioni tecniche vengono spesso utilizzate entrambe le unità di misura. Tuttavia il cavallo vapore è ancora largamente utilizzato, principalmente a scopi commerciali, per indicare la potenza di mezzi di trasporto a motore e macchine industriali. L'unità nacque all'inizio dell'industrializzazione di massa perché gli investitori necessitavano di un'idea immediata della produttività dei macchinari a motore, cioè quanti cavalli potessero essere sostituiti dal propulsore o dal sistema motore (all'epoca tipicamente motori alternativi a vapore).

## Cavallo vapore europeo (DIN)
Il cavallo vapore europeo secondo le misurazioni DIN (Deutsches Institut für Normung) è un'unità ancora molto diffusa in Europa. La sua abbreviazione cambia di Stato in Stato:
- PS in Germania (Pferdestärke, "forza del cavallo");[1]
- pk nei Paesi Bassi (paardenkracht, "forza del cavallo");
- ch in Francia (chevaux, "cavalli", sottinteso "vapore", perché CV in Francia indica la potenza fiscale);
- Л.С. in Russia (лошадиная сила, "forza del cavallo");
- hp in inglese (horsepower, "potenza del cavallo");
- CV in Italia, Spagna e Portogallo (cavallo vapore, caballo de vapor, cavalo de vapor).

La sua definizione è però unica: 1 CV = 75 kgf·m/s = 735,49875 W, quindi equivale al sollevamento di un peso di 75 kgf (chilogrammi forza) alla velocità di un metro al secondo, ovvero 75 kgf·m/s. Legato a questa unità di misura è il g/CVh che misura il consumo specifico dei motori endotermici, in grammi di combustibile per unità di lavoro espresso in CVh. Risulta che 1 CVh = 75 × 3600 =270000 kgf·m ≈ 0,735 kWh e quindi 1 g/CVh ≈ 1,36 g/kWh.
In passato la potenza si basava sulle misure di piedi e libbre. La misura poteva variare in modo considerevole da un territorio a un altro. Così nei paesi di lingua tedesca:
| Stato       | lbf·ft/s | kgf·m/s | W       |
| ----------- | -------- | ------- | ------- |
| Sassonia    | 530      | 75,045  | 735,940 |
| Württemberg | 525      | 75,240  | 737,852 |
| Prussia     | 480      | 75,325  | 738,686 |
| Hannover    | 516      | 75,361  | 739,039 |
| Austria     | 430      | 76,119  | 746,472 |

La misura che è diventata ufficiale venne scelta nel Physikalisch-Technische Bundesanstalt (PTB) ospitato nella città di Braunschweig, in Bassa Sassonia.

## Cavallo vapore britannico
Analogo al cavallo vapore europeo DIN (1 CV = 0,98631 hp), cambiano tuttavia le unità di misura:
Il cavallo vapore britannico (horsepower) venne usato per la prima volta da James Watt, durante un viaggio  dove i suoi motori a vapore sostituivano i cavalli. Venne definito come la potenza prodotta (sempre da un cavallo, per quanto ciò sia ininfluente) che solleva 33 000 lbf (libbre forza) con la velocità di un piede al minuto.
1 hp = 33000 lbf·ft/min = 745,69987158227022 W
Una valutazione normalizzata ai criteri europei e diffusamente presentata nei testi tecnici ridefiniva 1 HP come 76 chilogrammetri al secondo: 
1 hp = 76 kg⋅m/s = 745,3054 W
che differisce leggermente dal cavallo vapore europeo ma rimane abbastanza coerente con la misura classica britannica secondo le unità imperiali.
Il cavallo vapore britannico e quello statunitense vengono più spesso indicati come BHP, considerato sinonimo di HP, in realtà è un caso specifico assunto come standard, in quanto la rilevazione della potenza di un motore risulta differente se misurata all'albero motore o alla ruota, e per definire strettamente la potenza del propulsore in modo indipendente da telaio, trasmissione, cerchi e pneumatici (che specialmente in USA variavano rapidamente nel tempo utilizzando gli stessi motori) si rendeva necessaria per i confronti e lo standard una misurazione quanto più unica possibile, e dunque all'albero motore, su freno dinamometrico (Brake Horse-Power). Qualora si voglia specificare una potenza rilevata alla ruota si parla invece  di WHP (Wheel Horse-Power).
Il cavallo vapore britannico non va confuso con il cavallo vapore del RAC (Royal Automobile Club) chiamato RAC horsepower e usato all'inizio del XX secolo. Il valore veniva collocato di solito prima della potenza effettivamente misurata, cosicché era possibile imbattersi in auto chiamate "40/50 HP".
I cavalli RAC non possono essere convertiti con precisione in misure metriche, dal momento che sono determinati dalla dimensione del motore e da certi presupposti sulla sua efficienza. Quando venne creato, il valore dava una misura approssimativa della potenza del motore, ma quando arrivarono motori più efficienti non era più possibile trarre da esso una misura effettiva della potenza e venne mantenuto solo per calcolare la potenza fiscale.

## Cavallo vapore americano (SAE)
La misura del cavallo vapore americano secondo la Society of Automotive Engineers (SAE) è oggi del tutto analoga a quella tradizionale britannica, con il sistema "SAE net". Fino agli anni settanta la SAE però usava un sistema diverso, chiamato "SAE gross", che dava valori assoluti mediamente maggiori del 15% circa, a causa di un differente metodo di misurazione. Infatti, invece di mettere sui rulli l'intero veicolo, veniva messo solo il motore, con un equipaggiamento minimo per il funzionamento corretto.
In una rivista degli anni settanta e precedenti, quindi, se l'indicazione è "300 hp SAE", per confrontare il valore con i motori odierni si deve togliere il 13% circa (il calcolo però non è esatto) per convertire il valore in CV (DIN) e, successivamente, in kW.

## Cavallo vapore CUNA
La misura del cavallo vapore secondo il metodo CUNA o C.U.N.A. (rispettivamente Commissione Unificazione e Normalizzazione Autoveicoli e Commissione tecnica di UNificazione nell'Autoveicolo) era diffuso in Italia prima dell'introduzione del chilowatt. Come e forse anche di più che nel metodo SAE "gross", il motore veniva provato sui rulli senza praticamente alcun accessorio. Le potenze risultavano artificiosamente ingrandite rispetto al metodo DIN.

## Potenza fiscale
Non esiste un'abbreviazione univoca per i cavalli fiscali, che sono usati in Italia e in Francia unicamente dalle compagnie assicurative, per alcune delle quali risulta essere il primo parametro per calcolare il premio per il rischio responsabilità civile auto/moto.

## Potenza reale di un cavallo
R. D. Stevenson e R. J. Wasserzug hanno calcolato il limite massimo della potenza esercitabile da un animale. 
La potenza di punta per un cavallo medio è risultata essere pari a più di 10 kW, ma per poche manciate di secondi. 
Difatti, per periodi più lunghi di sforzo (una giornata di lavoro di 10 ore), un cavallo realizza una potenza media che effettivamente è vicina a 0,7 kW=0,95 CV.